# Operazione Banner
Operazione Banner fu il nome in codice per l'operazione delle forze armate britanniche in Irlanda del Nord dal 1969 al 2007, come parte degli scontri del conflitto nordirlandese. Fu il dispiegamento continuo più lungo nella storia militare britannica. L'esercito britannico fu inizialmente schierato, su richiesta del governo unionista dell'Irlanda del Nord, in risposta alle rivolte dell'agosto 1969, con il compito di supportare la Royal Ulster Constabulary (RUC) e di affermare l'autorità del governo britannico nell'Irlanda del Nord. Ciò portò i militari britannici a intraprendere operazioni di contro-insurrezione e di supporto alla polizia nello svolgimento di compiti di sicurezza interna, come la sorveglianza di punti chiave, l'installazione di posti di blocco e pattuglie, l'esecuzione di incursioni e perquisizioni, il controllo delle sommosse e l'eliminazione di bombe. Più di 300 000 soldati prestarono servizio nell'arco dell'intera operazione Banner: al culmine dell'operazione negli anni 1970 furono schierati circa 21 000 soldati, la maggior parte provenienti dalla Gran Bretagna. Come parte dell'operazione, fu formato anche un nuovo reggimento reclutato localmente: l'Ulster Defense Regiment (UDR).
Il Provisional Irish Republican Army (IRA) condusse una campagna di guerriglia contro l'esercito britannico dal 1970 al 1997. I cattolici nordirlandesi accolsero con favore le truppe quando arrivarono per la prima volta, perché vedevano la RUC come settaria, ma l'ostilità nei confronti del dispiegamento dell'esercito britannico crebbe dopo incidenti come il coprifuoco di Falls (1970), l'operazione Demetrius (1971) e la Bloody Sunday (1972). Nei loro sforzi per sconfiggere l'IRA, si verificarono episodi di collusione tra soldati britannici e paramilitari lealisti dell'Ulster. Dalla fine degli anni 1970 il governo britannico adottò una politica di "Ulsterizzazione", comportante il dare un ruolo maggiore alle forze locali: l'UDR e la RUC. Dopo l'accordo del Venerdì Santo del 1998, l'operazione fu gradualmente ridotta e la stragrande maggioranza delle truppe britanniche venne ritirata.
Secondo il Ministero della difesa britannico, 1 441 militari britannici morirono nel corso nell'operazione Banner, 722 dei quali uccisi in attacchi dei paramilitari nordirlandesi e 719 per altre cause. Le forze armate britanniche subirono la più grande perdita di vite umane nell'imboscata di Warrenpoint del 1979. L'esercito britannico uccise 360 persone durante l'operazione, circa il 51% delle quali erano civili e il 42% dei quali erano membri di paramilitari repubblicani; si stima che altre centinaia siano state ucciso a causa della collusione dello stato britannico con i paramilitari lealisti.